# Masters of Magic (programma televisivo)
Masters of Magic è stato un programma televisivo italiano di magia, andato in onda dal 2 al 23 giugno 2016, in prima serata, su Canale 5, con la conduzione di Gerry Scotti.

## Descrizione
Il programma, condotto da Gerry Scotti, è il campionato mondiale di magia e di illusionismo, che vede gareggiare a colpi di "bacchetta magica" ben 150 concorrenti provenienti da 66 nazioni, allo scopo di eleggere il Campione del Mondo di Magia. Il programma è ideato da Walter Rolfo, entrato nel Guinness dei Primati, nel 2008 per aver estratto 300 conigli da un cilindro. Masters of Magic è stato realizzato durante il campionato mondiale di magia ("World Championship of Magic") che si è svolto a Rimini nel 2015.

## Edizioni
| Edizione | Conduzione   | Collocazione | Periodo       | Periodo        | Studio                |
| Edizione | Conduzione   | Collocazione | Inizio        | Fine           | Studio                |
| -------- | ------------ | ------------ | ------------- | -------------- | --------------------- |
| 1ª       | Gerry Scotti | Prima serata | 2 giugno 2016 | 23 giugno 2016 | Palamagic di Riccione |

### Edizione 2016
In occasione del Campionato del mondo di magia FISM, al palacongressi di Rimini, è stato registrato nelle giornate 8, 9 e 10 luglio 2015, lo show televisivo "Master of Magic - 26º campionato di magia del mondo", che poi è stato trasmesso sulle reti Mediaset. Alla conduzione di Gerry Scotti, è stata affiancata quella di Raul Cremona ed il Mago Forest per dei siparietti comici. Il programma ha visto il susseguirsi di maghi e degli illusionisti più famosi al mondo, tra cui Silvan, Franz Harary, Marco Tempest, Simon Pierro e tanti altri.

#### Ascolti
| Puntata | Messa in onda  | Telespettatori | Share  | Fonte |
| ------- | -------------- | -------------- | ------ | ----- |
| 1ª      | 2 giugno 2016  | 2 463 000      | 13,28% | [ 4 ] |
| 2ª      | 9 giugno 2016  | 2 287 000      | 12,03% | [ 5 ] |
| 3ª      | 16 giugno 2016 | 1 710 000      | 7,29%  | [ 6 ] |
| 4ª      | 23 giugno 2016 | 1 875 000      | 10,24% | [ 7 ] |
| Media   | Media          | 2 084 000      | 10,71% |       |